# 菊の前
菊の前（きくのまえ、生年不詳 - 天正13年3月25日（1585年4月24日））は、山田城の城主山田筑後守辰業の正室。御菊御前（おきくごぜん）とも。

## 概要
菊の前は、山田辰業の正室であるが、その出自や生前の事績などは不明である。
天正13年（1585年）3月25日、宇都宮氏と那須氏が総力を挙げて激突した薄葉ヶ原の戦いが勃発すると、夫の辰業はこの戦いにおいて討死し、居城の山田城は那須勢に攻められ落城する。この際、菊の前は家老山田新左衛門とともに城を脱出するが、新左衛門は菊の前を守って討死し、菊の前は花見どやと呼ばれる山に逃れる。しかし、さらに追っ手に追われると、菊の前は菊の前に従ってついてきた11人の侍女たちとともに、太鼓岩と呼ばれる崖の上から山の北下を流れる箒川に身を投げ自害した。
山田の歴史を記した山田環往来記は、次のように記す。
そして現在、12人の女たちの悲劇があったその場所は十二御前と呼ばれている。

## その後

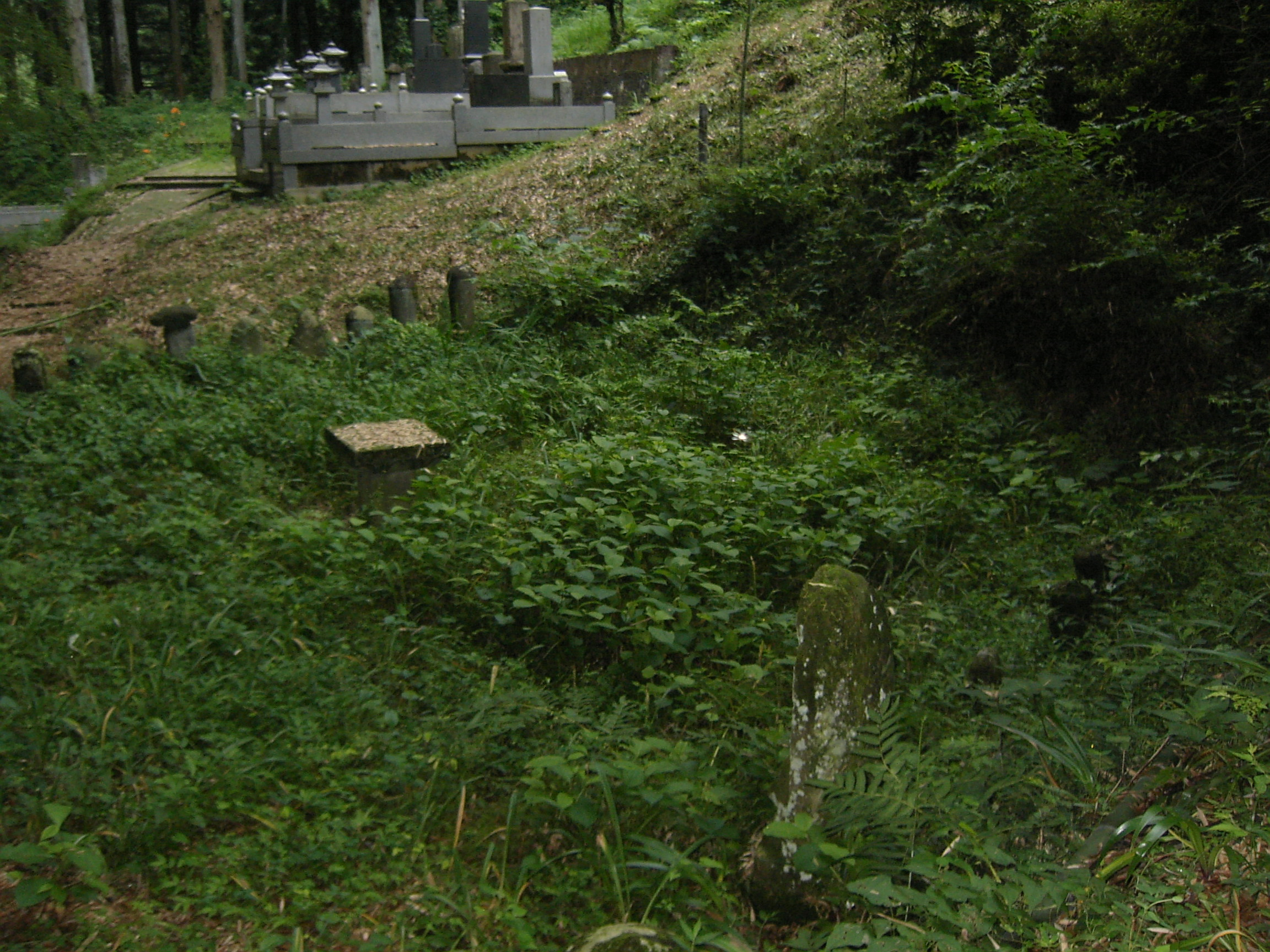
円満寺跡にある墓地の真ん中に山田一族や住職の墓であろう五輪塔や卵塔などが並ぶ。

戦いののち、菊の前を始めとする侍女たちの供養を、山の麓にあった関根村（現・栃木県矢板市大字山田小字関根）の人々が行っていた。菊の前が自害した夜が十二夜であったという伝承があり、「十二夜御前」と呼ばれ、特に正月十二日に藁宝殿を作り、米や供物を捧げていたが、山田環往来記によれば、昔は7～8軒の民家があったが、環往来記が書かれた江戸時代後期には2軒の民家しかなくなり、現在は、1軒もなく、関根村自体が消滅したため、供養は一切行われておらず、また、地元の人でも、十二御前の場所やその悲劇を知らない人が多い。
山田には、かつて与楽山千手院円満寺という立派な寺があり、現在は廃寺となっているが、この寺の跡地は、現在も墓地として使用されており、その真ん中には寺の住職の墓であろう卵塔や山田一族の墓であろう五輪塔がいくつか残っているが、あるいは、このうちのひとつが菊の前のものであろうと思われるが定かではない。